# The Scream (Siouxsie and the Banshees)
| Recensione    | Giudizio    |
| ------------- | ----------- |
| AllMusic      | [ 1 ]       |
| Record Mirror | [ 2 ]       |
| Rolling Stone | molto buono |
| Sounds        | [ 4 ]       |
| ZigZag        | molto buono |

The Scream è il primo album del gruppo musicale inglese Siouxsie and the Banshees, pubblicato il 13 novembre 1978.
È stato ampiamente acclamato dalla critica fin dall'uscita. È anche stato un successo commerciale, raggiungendo il n° 12 della classifica britannica. L'album viene considerato una pietra miliare del post-punk. The Scream è stato anche citato come un'influenza chiave su un certo numero di post-punk successivi e su altri rock alternativo, tra cui Joy Division, Steve Albini, The Jesus and Mary Chain, e Massive Attack.

## Il disco

### Contesto
Anche prima della pubblicazione dell'album, i Banshees si erano conquistati un discreto seguito grazie alle loro esibizioni dal vivo e ricevettero una grande copertura mediatica ma non erano in grado di assicurarsi un contratto discografico. Un fan intraprese una campagna di graffiti a Londra, verniciando i muri delle case discografiche più importanti con le parole "Sign the Banshees: do it now". La Polydor, finalmente, li ingaggiò a giugno.
John McKay diventò il chitarrista nel luglio 1977; lo storico musicale Clinton Heylin sostenne che l'assunzione di McKay insieme alla formazione dei Magazine e dei PiL tra l'agosto 1977 e il maggio 1978 ha segnato il "vero punto di partenza per il post-punk inglese". Diverse canzoni di The Scream erano già state registrate da John Peel sulla BBC Radio 1: Metal Postcard, Mirage e Nicotine Stain debuttarono nel novembre '77 e Overground e Carcass tre mesi dopo, nel febbraio '78.

### Copertina
L'idea della copertina è stata di Siouxsie. Il fotografo Paul Wakefield e la band si sono riuniti per discutere il progetto: "L'idea era quella di scattare immagini inquietanti e snervanti sott'acqua in una piscina - non si può urlare sott'acqua. Volevo essere in grado di controllare completamente l'illuminazione, e così una piscina interna era l'unica opzione. Ho esaminato completamente poche piscine, ma quando ho visto questo piscina nell'YMCA nel centro di Londra, che aveva le piastrelle blu scure con l'illuminazione delle delimitazioni delle corsie blu invece dei normali colori invertiti, sapevo che era il luogo ideale. Ho voluto dargli un'inquietante sensazione subacquea notturna, e quest'ambiente era perfetto. Abbiamo usato delle luci di 1000K e 2000K intorno al bordo della piscina. Ho usato i bambini della scuola come modelli ed è stato un bel successone."

### Registrazione e pubblicazione
The Scream fu registrato in una settimana nell'agosto 1978 e mixato in tre. Mentre la band era in studio, uscì il loro primo singolo, Hong Kong Garden (non incluso nell'album di debutto), che raggiunse la Top 10 britannica, fermandosi al numero 7.
L'album fu pubblicato il 13 novembre 1978. Fu un successo commerciale quasi immediato, raggiungendo la posizione n. 12 delle classifiche britanniche e fu accolto da critiche molto positive.
Il 3 ottobre 2005 la Polydor pubblicò una versione deluxe rimasterizzata dell'album su doppio CD: nel primo vi era l'album originale, nel secondo demo, rarità e registrazioni dal vivo. Un'edizione a singolo disco della ristampa è stata pubblicata nel 2007.

### Lascito
Fin dalla pubblicazione, The Scream ha ricevuto una serie di riconoscimenti da parte della stampa musicale. NME l'ha classificato al n° 51 nella lista "Writers All Time 100 Albums" del 1985. La rivista Uncut l'ha piazzato al n° 43 nella classifica dei 100 migliori album d'esordio. È stato citato nel libro 1001 Albums You Must Hear Before You Die.
The Scream ha collocato il gruppo tra i pionieri del post-punk, come ha sostenuto il collega Robert Smith dei Cure:
"Quando è uscito The Scream, mi ricordo che era molto più lento di quello che tutti pensavano. Era il precursore del suono dei Joy Division. Aveva proprio una sonorità potente".
The Scream ha avuto un forte impatto su altri musicisti. I Massive Attack hanno fatto una cover e campionato Metal Postcard (Mittageisen) sulla canzone Superpredators (Metal Postcard) del 1997 per la colonna sonora del film The Jackal. Morrissey ha suonato Mirage durante la pausa prima di tutti i concerti del Kill Uncle tour del 1991. Il principale compositore di Morrissey, Boz Boorer, ha anche altamente considerato The Scream, classificandolo secondo nei suoi "Cinque album da portare sull'isola deserta". La cantante leader dei Garbage Shirley Manson l'ha citato come uno dei suoi dischi preferiti di tutti i tempi. The Scream è stato acclamato anche dal cantante dei Suede, Brett Anderson. I Faith No More hanno fatto una cover di Switch in concerto e citato questo primo album di Siouxsie and the Banshees come una delle loro influenze.

## Controversie
Alcuni giornalisti come Julie Burchill hanno accusato la band di antisemitismo per aver usato la frase too many Jews for my liking ("[ci sono] troppi ebrei per i miei gusti") nel testo di Love in a Void.

## Tracce

### Versione originale
Lato 1
1. Pure - 1:50 (musica: Sioux, Severin, McKay, Morris)
2. Jigsaw Feeling - 4:37 (testo: Severin - musica: Severin, McKay)
3. Overground - 3:48 (testo: Severin - musica: Severin, McKay)
4. Carcass - 3:49 (testo: Sioux - musica: Sioux, Severin, Fenton)
5. Helter Skelter - 3:46 (Lennon, McCartney)

Lato 2
1. Mirage - 2:48 (testo: Severin - musica: Severin, McKay)
2. Metal Postcard (Mittageisen) - 4:13 (testo: Sioux - musica: Sioux, McKay)
3. Nicotine Stain - 2:57 (testo: Sioux - musica: Sioux, Severin)
4. Suburban Relapse - 4:10 (testo: Sioux - musica: Sioux, McKay)
5. Switch - 6:51 (testo: Sioux - musica: Sioux, McKay)

Tracce bonus rimasterizzazione CD 2006
1. Hong Kong Garden (7" A-Side) - 2:55 (testo: Sioux - musica: McKay)
2. The Staircase (Mystery) (7" A-Side) - 3:15 (testo: Sioux - musica: Sioux, Severin, McKay, Morris)

### CD Edizione Deluxe (2005)
CD 1
1. Pure - 1:50
2. Jigsaw Feeling - 4:37
3. Overground - 3:48
4. Carcass - 3:49
5. Helter Skelter - 3:46
6. Mirage - 2:48
7. Metal Postcard (Mittageisen) - 4:13
8. Nicotine Stain - 2:57
9. Suburban Relapse - 4:10
10. Switch - 6:51

CD 2
1. Make Up to Break Up (Riverside Session) - 4:34
2. Love in a Void (John Peel Session 1) - 2:40
3. Mirage (John Peel Session 1) - 2:41
4. Metal Postcard (John Peel Session 1) - 3:35
5. Suburban Relapse (John Peel Session 1) - 3:07
6. Hong Kong Garden (John Peel Session 2) - 2:42
7. Overground (John Peel Session 2) - 3:14
8. Carcass (John Peel Session 2) - 3:44
9. Helter Skelter (John Peel Session 2) - 3:35
10. Metal Postcard (Pathway Demo) - 4:05
11. Suburban Relapse (Pathway Demo) - 3:55
12. The Staircase (Mystery) (Pathway Demo) - 3:08
13. Mirage (Pathway Demo) - 2:55
14. Nicotine Stain (Pathway Demo) - 3:13
15. Hong Kong Garden (Single A-Side) - 2:55
16. The Staircase (Mystery) (Single A-Side) - 3:14

## Formazione
- Siouxsie Sioux - voce
- John McKay - chitarra, sassofono
- Steven Severin - basso
- Kenny Morris - batteria, percussioni

## Curiosità
La canzone Hong Kong Garden è inclusa nella colonna sonora del film Marie Antoinette (2006) di Sofia Coppola.